# Herzog August Bibliothek
La Herzog August Bibliothek è una biblioteca pubblica situata a Wolfenbüttel, Germania. È una delle biblioteche storiche della Germania con un ricco patrimonio di manoscritti e stampe antiche e un centro di ricerca notevole per gli studiosi del Medioevo e della Prima età moderna. La biblioteca viene gestita dal Ministero per la Scienza e Cultura della Bassa Sassonia.

## Storia

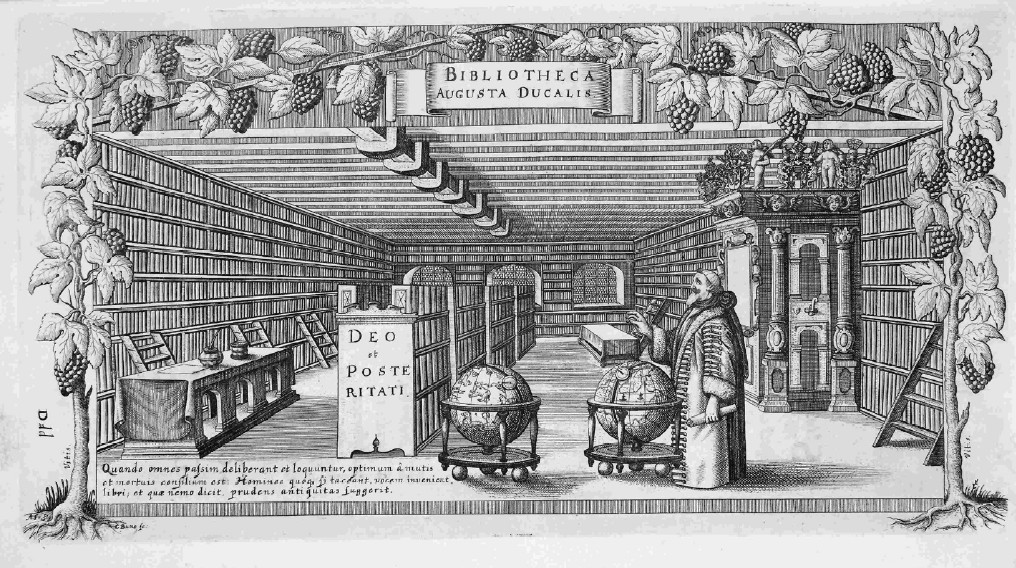
Incisione di Conrad Buno della Bibliotheca Augusta Ducalis (ca. 1650)

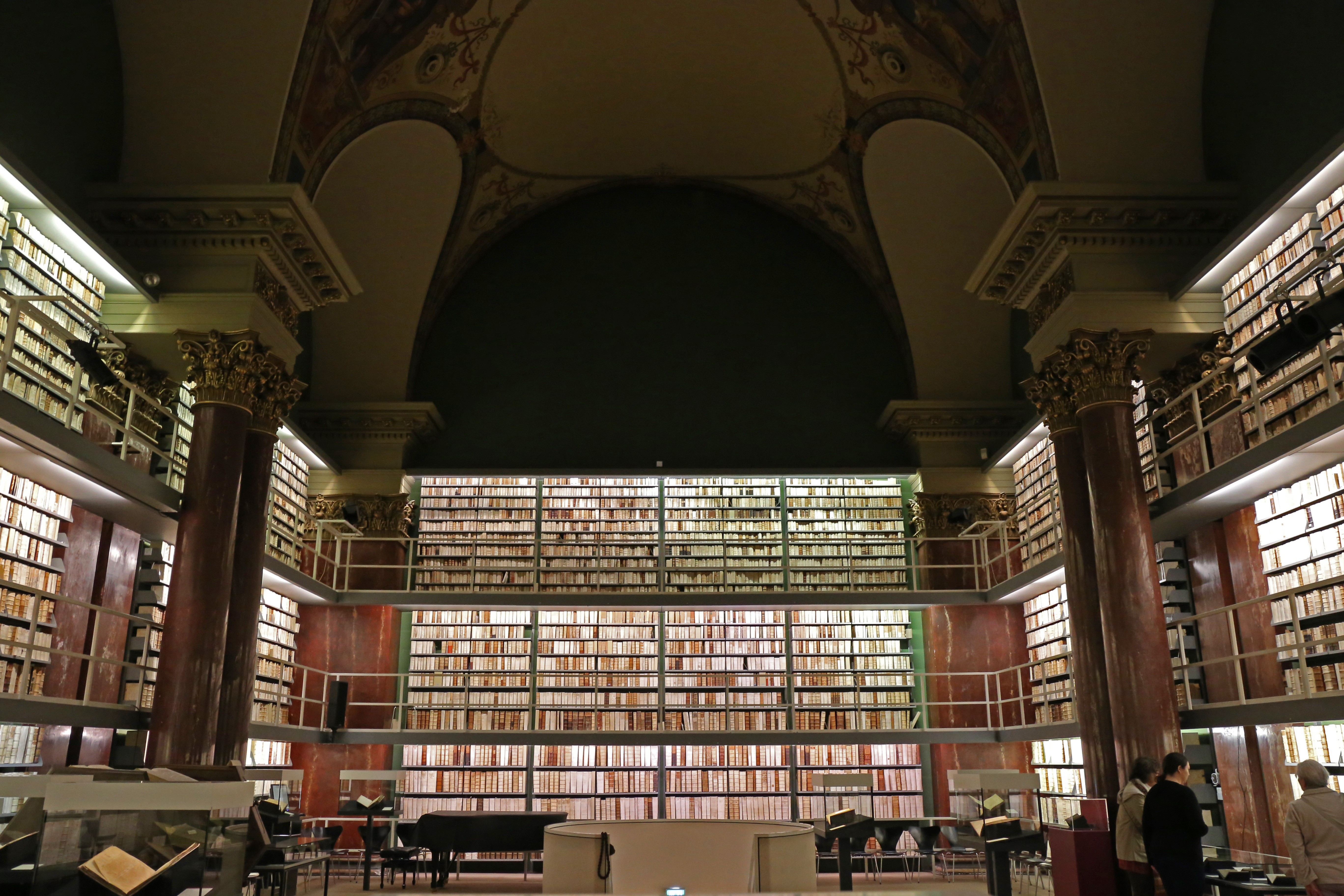
La grande sala, Augusteerhalle

La biblioteca ducale fu fondata nella città residenzale di Wolfenbüttel dal duca Giulio di Brunswick-Lüneburg (1528-1589). 

### Biblioteca Giulia
Il 5 aprile 1572 Giulio emanò la prima ordinanza sulla biblioteca, che è considerata il documento ufficiale di fondazione della biblioteca di Wolfenbüttel. Già nel 1571, il duca aveva affidato al musicista ecclesiastico Leonhart Schröter l'amministrazione della biblioteca. Schröter è quindi considerato il primo bibliotecario di Wolfenbüttel. La collezione della cosiddetta Biblioteca Giulia si arricchì nel 1578 con l'acquisto di una più ampia raccolta di manoscritti provenienti dal patrimonio del teologo Johannes Aurifaber, morto tre anni prima, e dall'eredità di Sofia Jagiellonia e del figlio illegittimo di Enrico II di Brunswick-Calenberg-Göttingen.
Dopo la morte di Giulio nel 1589, suo figlio Enrico Giulio ereditò la biblioteca insieme alla corona. Egli la ampliò includendo i beni del teologo Mattia Flacio e le collezioni dei monasteri Georgenberg vicino a Goslar, Brunshausen e Hamersleben.
Tuttavia, nel 1618, pochi anni dopo la sua ascesa al trono, il duca successivo Federico Ulrico consegnò l'intera collezione, che comprendeva circa 5.000 manoscritti e stampe, alla biblioteca universitaria di Helmstedt. Tuttavia nel 1810, dopo la chiusura dell'università, gran parte del patrimonio fu restituito a Wolfenbüttel.
Le sue origini risalgono al 1572, quando il duca Giulio di Brunswick-Lüneburg rilasciava la Liberey-Ordnung che viene considerato il documento di fondazione della biblioteca ducale. Questi iniziò a raccogliere libri intorno al 1550 mentre studiava in Francia. Dopo aver acquistato alcuni romanzi cavallereschi e letteratura erudita, a partire dal 1558 iniziò ad acquisire scritti teologici e nel 1567 la sua prima grande collezione chiusa: la biblioteca del consigliere comunale di Norimberga Michael Kaden. Nel periodo 1570-1572, le biblioteche dei monasteri di Dorstadt, Wöltingerode, Heiningen e Steterburg furono trasferite a Wolfenbüttel in seguito all'introduzione della Riforma nel ducato.

### Biblioteca Augusta
Sotto il duca Augusto di Brunswick-Lüneburg nella prima metà del Seicento la biblioteca vide un periodo di fioritura straordinaria. Egli, infatti, erudito bibliofilo, acquistò manoscritti e volumi a stampa da tutta Europa, tra cui la Bibbia a trentasei linee stampata a Magonza tra il 1458 e il 1460 e i dieci codici della collezione del re ungherese Mattia Corvino e le opere a stampa di Albrecht Pfister, prototipografo tedesco: tutti esemplari praticamente unici al mondo.
Durante il XVII secolo questo istituto rappresentava la biblioteca più grande a nord delle Alpi.
Dal 1691 al 1716 un erudito quale Gottfried Wilhelm von Leibniz prese servizio come bibliotecario; dal 1770 Gotthold Ephraim Lessing assunse quel ruolo, contribuendo a ricostruire e scrivere la storia delle sue collezioni.
Fra le molte personalità che visitarono la biblioteca, bisogna ricordare quella di Giacomo Casanova nel 1764 durante il suo viaggio in Europa Centrale.
Ad oggi la biblioteca possiede circa 11.500 manoscritti e 900.000 libri, dei quali 350.000 sono stati stampati tra il XV e il XVIII secolo.
Nel XVII secolo era la più grande biblioteca a nord delle Alpi. La biblioteca prese il nome dal duca Augusto, che ampliò notevolmente la collezione, conservata a Wolfenbüttel. Nel corso dei secoli, gli eserciti passarono avanti e indietro, ma la collezione era ben protetta. Era così apprezzata che i generali la misero sotto speciale protezione, e la biblioteca è una delle più antiche al mondo a non aver mai subito perdite nella sua collezione.
Tra i bibliotecari di rilievo ricordiamo:
- 1604-1666: Augusto il Giovane
- 1691-1716: Gottfried Wilhelm Leibniz
- 1770-1781: Gotthold Ephraim Lessing
- 1968-1992: Paul Raabe

Nel 2006 la biblioteca ospitava circa 11.500 manoscritti e 900.000 libri, di cui 350.000 stampati tra il XV e il XVIII secolo. Di questi, 3.500 sono incunaboli, 75.000 sono del XVI secolo, 150.000 del XVII secolo e 120.000 del XVIII secolo.
La biblioteca è famosa per le sue ricerche e per le centinaia di studiosi internazionali che collaborano con il personale della biblioteca in vari progetti. I suoi programmi di ricerca sono descritti come "storia delle relazioni internazionali, o storia della cultura, delle idee e della politica... storia sociale, storia della religione, degli affari, della scienza e del diritto, storia costituzionale, storia della società, [e] donne e genere dal Medioevo".

## Manoscritti

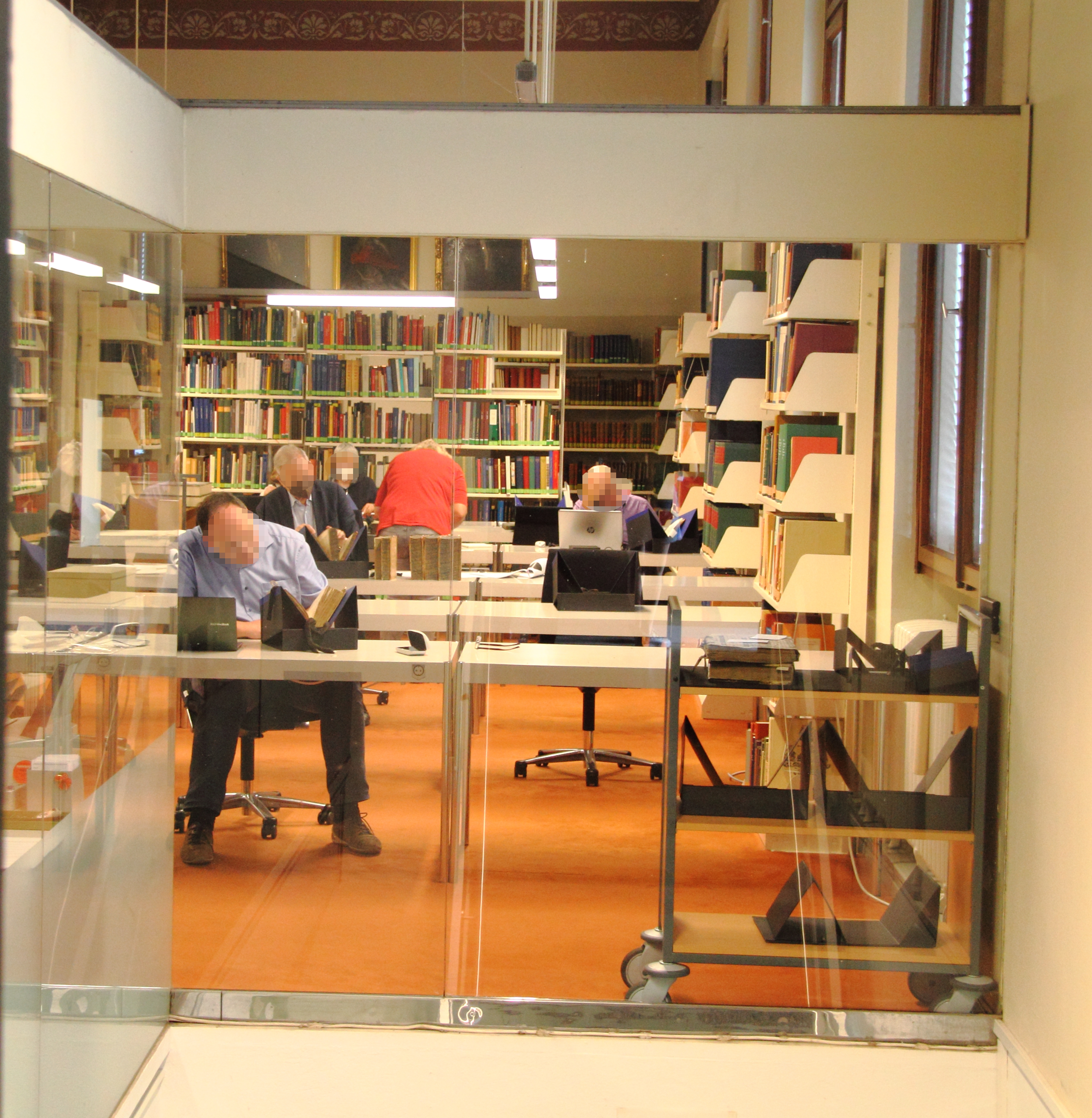
Sala di lettura nel 2022

- Il famoso Codex Guelferbytanus 64 Weissenburgensis, che contiene nel testo inferiore il Codex Guelferbytanus A, il Codex Guelferbytanus B e il Codex Carolinus.
- Capitulare de villis, capitolare carolingio
- Vangeli di Enrico il Leone
- Liber Floridus ca. 1150
- Minuscolo 97
- Minuscolo 126
- Minuscolo 429
- Nove volumi della biblioteca di Mattia Corvino
- Schönrainer Liederhandschrift
- Visio Godeschalci
- Corpus Agrimensorum Romanorum
- Magnus liber organi, manoscritti W1 e W2
- Il Salterio di Wolfenbüttel è l'unica copia esistente delle glosse di Lutero alle sue lezioni sui Salmi a partire dal 1513.